# Novo Sarajevo
Novo Sarajevo är en kommun i Bosnien och Hercegovinas huvudstad Sarajevo.   Den ligger i entiteten Federationen Bosnien och Hercegovina.